# Summer of Sam
Summer of Sam  är en amerikansk kriminaldramafilm. Den hade biopremiär i USA den 2 juli 1999.

## Handling
Filmen är baserad på de så kallade Son of Sam-seriemorden i New York 1977.

### Fotnoter
1. ↑  ”Summer of Sam” (på engelska). Box Office Mojo. 2 juli 1999. http://www.boxofficemojo.com/movies/?id=summerofsam.htm. Läst 8 september 2016.